# Alfredo Gómez Morales

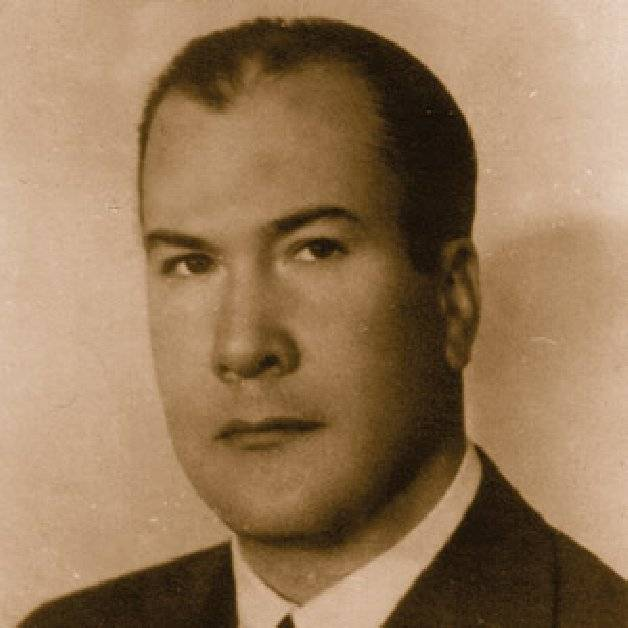
Alfredo Gómez Morales (1950)

Alfredo Gómez Morales (* 29. März 1908 in Buenos Aires; † 12. Oktober 1990 ebenda) war ein argentinischer Ökonom und Politiker.

## Werdegang
Gómez Morales war von 1949 bis 1952 Präsident der Banco Central de la República Argentina und gleichzeitig argentinischer Finanzminister. In der zweiten Regierung von Juan Perón war er von Juni 1952 bis September 1955 Minister für wirtschaftliche Angelegenheiten. Peróns Ehefrau Isabel holte ihn im Oktober 1974 ebenfalls als Wirtschaftsminister in ihr Kabinett.

## Ehrungen
- 1953: Großkreuz des Verdienstordens der Bundesrepublik Deutschland

| Personendaten    | Personendaten                       |
| ---------------- | ----------------------------------- |
| NAME             | Gómez Morales, Alfredo              |
| KURZBESCHREIBUNG | argentinischer Ökonom und Politiker |
| GEBURTSDATUM     | 29. März 1908                       |
| GEBURTSORT       | Buenos Aires                        |
| STERBEDATUM      | 12. Oktober 1990                    |
| STERBEORT        | Buenos Aires                        |